# Văn hóa qua đêm

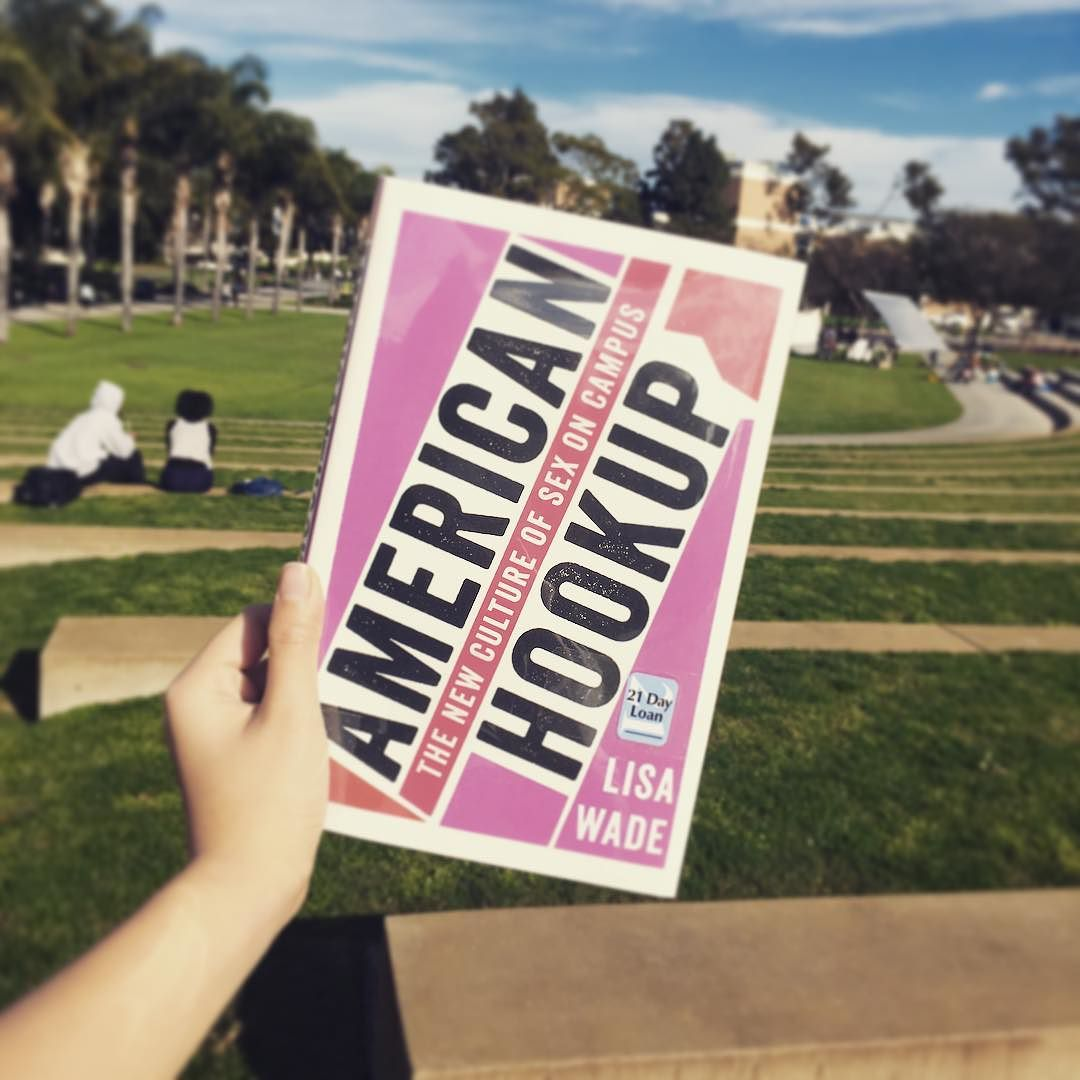
Văn hoá qua đêm trong giới sinh viên ở Mỹ

Văn hóa qua đêm (Hookup culture) là một mối quan hệ chấp nhận làm tình ngẫu hứng (bao gồm tình một đêm và các hoạt động liên quan khác) từ những cuộc gặp gỡ chóng vánh qua đường mà không nhất thiết phải có sự gần gũi tình cảm, sự gắn bó giữa những cặp đôi làm tình hoặc không nhất định hướng đến những mối quan hệ cam kết (người tình hẹn giờ). Những cuộc tình qua đêm ngẫu hứng thường gắn liền với văn hóa phương Tây ở đối tượng là các em trong độ tuổi tình dục tuổi vị thành niên muộn và đặc biệt là văn hóa đại học Hoa Kỳ. Thuật ngữ "Hookup" có định nghĩa mơ hồ vì nó có thể chỉ đơn thuần là những cái hôn hoặc bất kỳ hình thức hoạt động tình dục thể xác nào giữa các bạn tình. Thuật ngữ này đã được sử dụng rộng rãi ở Hoa Kỳ ít nhất là từ năm 2000 và nó cũng được gọi là tình dục không hẹn trước hay còn gọi là làm tình không hẹn hò (hứng tình), hay văn hoá hẹn hò nhanh.

## Đại cương
Hầu hết các nghiên cứu về quan hệ ân ái qua đường đều tập trung vào sinh viên đại học Hoa Kỳ, nhưng quan hệ tình dục qua đường không chỉ giới hạn trong khuôn viên trường đại học. Trẻ vị thành niên và những người lớn mới nhú quan hệ tình dục vì nhiều lý do, có thể từ thỏa mãn về mặt thể xác tức thời, đến thỏa mãn nhu cầu tình cảm, hoặc coi đó là phương tiện để tìm kiếm một đối tác tình tứ bền lâu. Phản ứng của giới truyền thông đối với văn hóa quan hệ tình dục thường được coi là hoảng loạn đạo đức. Sự ra đời của điện thoại di động, ứng dụng kết nối di động (Ứng dụng hẹn hò trực tuyến) và trang web Dịch vụ hẹn hò trực tuyến đã hiện đại hóa văn hóa kết nối, đặc biệt là đối với giới đồng tính nam. Cuộc cách mạng tình dục của những năm 1960 đã làm cởi mở quan niệm về đạo đức tình dục, cho phép tình dục tách khỏi các mối quan hệ và tình dục trước hôn nhân, tình dục ngoài hôn nhân trở nên được xã hội phương Tây chấp nhận hơn.
Định nghĩa về quan hệ tình dục có thể khác nhau tùy thuộc vào người hoặc nhóm tuổi. Nó có thể bao gồm các hành vi liên quan đến việc ôm hôn, làm tình bằng miệng, kích dục bằng tay hoặc quan hệ tình dục. Thuật ngữ "Hooking up" có nghĩa là một trường hợp quan hệ tình dục thông thường, khác với "văn hóa qua đêm". Hookup là một hành động liên quan đến sự gần gũi về thể xác, được nhiều người cho là hành động giải phóng tình dục. Mặt khác, văn hóa qua đường được cho là áp bức và đơn điệu, với sự gần gũi chỉ xảy ra trong một bối cảnh cụ thể. Jennifer Aubrey và Siobhan Smith đã phát hiện ra rằng giữa hai giới tính có sự khác biệt rất nhỏ về hành vi và tần suất quan hệ tình dục, mặt khác, phụ nữ vẫn phải đối mặt với sự kỳ thị xã hội khó khăn hơn, bởi vì địa vị xã hội của họ giảm đi khi có nhiều bạn tình hơn, nhưng địa vị xã hội của nam giới lại tăng lên khi có nhiều bạn tình hơn. Cũng có sự khác biệt giữa nam và nữ khi nói đến lý do tham gia vào quan hệ tình dục không ràng buộc. Đàn ông quan hệ để tăng trải nghiệm tình dục và để khẳng định bản lĩnh đàn ông, nhưng phụ nữ có xu hướng quan hệ với hy vọng rằng mối quan hệ này sẽ trở thành mối quan hệ lâu dài và để làm thỏa mãn bạn tình.

## Khảo sát

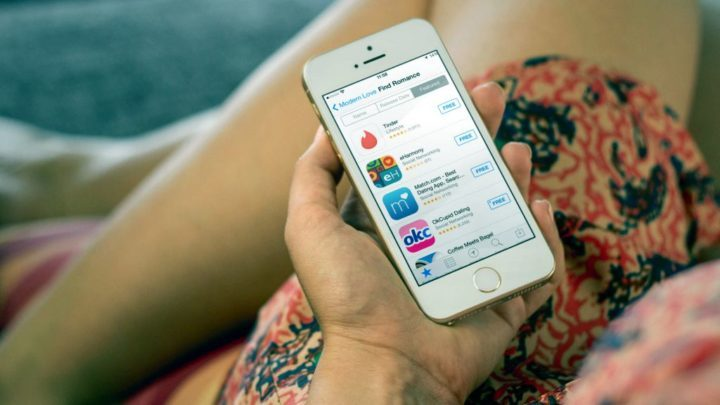
Cài đặt ứng dụng hẹn hò qua đêm

Một số cuộc khảo sát ở Bắc Mỹ được công bố vào giữa những năm 2000 cho thấy có tới 60% hoặc 70% thanh thiếu niên hoạt động tình dục cho biết đã quan hệ tình dục không ràng buộc trong năm 1999, nó phổ biến ở nam giới hơn ở nữ giới. Trong số những thanh thiếu niên có từng trải về quan hệ thể xác thì có đến 28% nam giới và 16% nữ giới cho biết họ đã mất trinh với một người mà họ vừa mới gặp hoặc với một người bạn không phải là đối tác hẹn hò. Một cuộc khảo sát cho thấy phụ nữ nước Anh quan hệ tình dục nhiều nhất ở tuổi 25 sau khi họ mất trinh từ lúc 17 tuổi, còn đàn ông nước Anh thì mất trinh ở độ tuổi bình quân là 18 và cũng hoạt động năng nổ nhất khi đến tuổi 29. Nam giới có nhiều khả năng quan hệ tình dục với nhiều đối tượng cùng một lúc và quan hệ với người mà họ không hẹn hò hơn phụ nữ.
Đối với cả hai giới, quan hệ tình dục thường diễn ra với người cũ (bạn trai cũ, bạn gái cũ) hoặc bạn bè hơn là người quen. Phần lớn thanh thiếu niên (68%) quan hệ với bạn bè hoặc người yêu cũ sẽ tiếp tục quan hệ với họ. Các nghiên cứu đã chỉ ra rằng hầu hết các nữ sinh trung học quan tâm đến mối quan hệ hơn là nam sinh trung học, những người quan tâm chủ yếu đến để thoả mãn nhu cầu tình dục. Phụ nữ trẻ có xu hướng trung thực về các cuộc gặp gỡ và trải nghiệm tình dục của họ, và nam sinh có xu hướng nói dối thường xuyên hơn về mối quan hệ chính họ. Một nghiên cứu khác cho thấy rằng khi một người đã quan hệ tình dục lần đầu thì chuyện quan hệ thể xác sẽ không còn là vấn đề đối với các mối quan hệ hoặc quan hệ tình dục trong tương lai nữa. Nghiên cứu cho thấy rằng các cô gái ở trường trung học không quan tâm nhiều như các chàng trai về việc quan hệ tình dục trong một mối quan hệ. Ngược lại, các cô gái sẽ quan hệ tình dục với bạn đời của mình để hoà hợp với họ.

## Sinh viên Mỹ
Nghiên cứu lịch sử quan hệ chứng minh rằng sinh viên nam da trắng có tiền sử già đời về quan hệ tình dục không ràng buộc. Các tạp chí và thư từ lưu trữ từ những năm 1800 chứng minh rằng những nam sinh viên đại học da trắng trẻ tuổi giàu có đã từng quan hệ với gái mại dâm, phụ nữ nghèo và phụ nữ Mỹ gốc Phi bị bắt làm nô lệ tình dục. Ngày nay, theo một nghiên cứu, hơn 90% sinh viên đại học Mỹ cho biết rằng khuôn viên trường học của mình luôn đặc trưng với văn hóa làm tình và giới sinh viên tin rằng khoảng 85% bạn cùng lớp đã từng quan hệ thể xác. Đã có một số nghiên cứu được tiến hành và phát hiện ra rằng đàn ông khi trưởng thành có nhiều bạn tình hơn và sẽ quan hệ tình dục nhiều hơn so với phụ nữ. Có vẻ như quan hệ tình dục qua đường đã thay thế phần lớn việc hẹn hò tại nhiều trường đại học ở Hoa Kỳ, mặc dù định nghĩa về quan hệ tình dục qua lại của nam và nữ là khác nhau. Các nghiên cứu cho thấy hầu hết sinh viên (dữ liệu gần đây nhất cho thấy có khoảng 60% đến 80%) có quan hệ tình dục không ràng buộc ở một mức độ nào đó. Trong số những sinh viên đã quan hệ tình dục, thì có từ 30% đến 50% cho hay rằng mối quan hệ tình cảm của họ bao gồm cả quan hệ tình dục.
Ở Hoa Kỳ, số lượng phụ nữ đăng ký vào đại học nhiều hơn nam giới gấp 4 lần, khiến một số nhà nghiên cứu cho rằng sự mất cân bằng giới tính thúc đẩy văn hóa quan hệ tình dục qua đường hậu môn vì nam giới, với tư cách là thiểu số và yếu tố hạn chế, nắm giữ nhiều quyền lực hơn trên thị trường tình dục và sử dụng quyền lực đó để theo đuổi sở thích tình dục thông thường của họ hơn là các mối quan hệ lâu dài. Tuy nhiên, hầu hết sinh viên đều có phần khoe khoang bốc phét số lần thực quan hệ tình dục với bạn bè mình. Chỉ có 20% sinh viên thường xuyên quan hệ tình dục. Khoảng một nửa thỉnh thoảng sẽ quan hệ tình dục, và một phần ba sinh viên không quan hệ tình dục chút nào. Số lượng trung bình các cuộc quan hệ tình dục ở trường đại học được báo cáo từ các sinh viên năm cuối là bảy, và trung bình mỗi sinh viên đại học có hai bạn tình mới trong suốt sự nghiệp học hành của mình. Một nửa số cuộc quan hệ tình dục là quan hệ với người quen và vẫn có 25% sinh viên sẽ tốt nghiệp đại học mà vẫn còn trinh. Sinh viên nữ người Mỹ gốc Phi ít có khả năng quan hệ tình dục qua đêm hơn sinh viên nữ da trắng.
Một nghiên cứu đã phát hiện ra rằng yếu tố dự báo mạnh nhất về hành vi quan hệ tình dục qua lại là trải nghiệm quan hệ tình dục trước đó. Những người đã quan hệ tình dục qua lại có liên quan đến quan hệ tình dục thâm nhập có khả năng quan hệ tình dục lại trong cùng một học kỳ cao hơn 600% (ngựa quen đường cũ). Lòng tự trọng cũng là một chỉ số xem xét, đàn ông có lòng tự trọng cao (tự mãn về bản thân) và phụ nữ có lòng tự trọng thấp (dễ dãi, không biết xấu hổ, thoáng trong chuyện quan hệ) có nhiều khả năng có nhiều bạn tình, nhưng quan hệ tình dục qua đường hậu môn ít có khả năng xảy ra ở cả hai giới khi họ có lòng tự trọng cao. Hầu hết các yếu tố dự báo ở nam giới và phụ nữ hiếm khi khác nhau. Thanh thiếu niên đặc biệt dễ bị ảnh hưởng từ áp lực từ bạn bè. Xu hướng kết hôn muộn có thể là nguyên nhân thúc đẩy tình trạng quan hệ tình dục bừa bãi ở các trường đại học. Ở các trường đại học, quan hệ tình dục là chuyện thường thấy giữa các sinh viên diễn ra tại các bữa tiệc (bữa tiệc thác loạn, bữa tiệc khỏa thân, tiệc độc thân), trong ký túc xá và nhà trọ sinh viên, tại các quán bar và câu lạc bộ giải trí, hộp đêm xung quanh trường học, và tại các điểm đến nghỉ dưỡng phổ biến của sinh viên.
Một nghiên cứu về sinh viên đại học Canada có kế hoạch quan hệ tình dục trong khi kỳ nghỉ xuân của mình cho thấy có tới 61% nam giới và 34% phụ nữ đã quan hệ tình dục chóng vánh chỉ trong vòng một ngày sau khi gặp bạn đời của họ. Một nghiên cứu khác dựa trên cuộc khảo sát hơn 18.000 sinh viên đại học từ 18 đến 25 tuổi, cuộc khảo sát này đặt ra các câu hỏi như các sinh viên đã có bao nhiêu bạn tình kể từ khi tốt nghiệp trung học, bao nhiêu bạn tình mỗi năm và họ quan hệ tình dục bao nhiêu lần mỗi tuần. Người ta báo cáo lại rằng có hơn 59% sinh viên đại học quan hệ tình dục một lần mỗi tuần, bên cạnh đó, có hơn 31% cho biết rằng họ có ít nhất một bạn tình mỗi năm và khoảng 50% cho biết họ đã có hơn hai bạn tình kể từ năm 18 tuổi. Nhận thức về những chàng trai phóng túng (frat boys) và cách mà hình mẫu này dường như là mẫu đàn ông điển hình chỉ theo đuổi phụ nữ để nhằm quan hệ tình dục. Nhiều nữ sinh viên đại học giải thích rằng những gã trai phóng túng hoàn toàn thể hiện tính cách của một người đàn ông với ham muốn tình dục.